# 2338 Bokhan
2338 Bokhan је астероид главног астероидног појаса са средњом удаљеношћу од Сунца која износи 2,832 астрономских јединица (АЈ).
Апсолутна магнитуда астероида је 11,9.